# La batalla de Placilla
La batalla de Placilla es la sexta novela del escritor chileno Marcelo Mellado, publicada en 2012 en la editorial Hueders. La obra gira en torno a un investigador de una universidad de Valparaíso que trabaja en un proyecto de rescate patrimonial, relacionado con la batalla de Placilla, combate contextualizado en la guerra civil chilena de 1891.
La obra está dedicada por el autor a Romina Irarrázabal Faggiani, «funcionaria pública desaparecida en actos de servicio».

## Estructura
La novela está conformada por los siguientes catorce capítulos:
1. El hedor de la contienda[2]
2. La salida[3]
3. War games[4]
4. Centro Cultural Placilla[5]
5. Balance historiográfico[6]
6. La mirada del pintor[7]
7. Artistas visuales[8]
8. Soldaditos de plomo[9]
9. Estrategias posturales[10]
10. El barrio[11]
11. Recorrido[12]
12. El convite[13]
13. La presentación[14]
14. Pláticas al amanecer[15]